# كاسية (شركة)
كاسية المحدودة (بالإنجليزية: Kaseya Limited)‏ هي شركة برمجيات أمريكية تأسست عام 2001.